# Dictyonemobius trico
Dictyonemobius trico är en insektsart som beskrevs av Otte, D. och Cowper 2007. Dictyonemobius trico ingår i släktet Dictyonemobius och familjen syrsor. Inga underarter finns listade i Catalogue of Life.